# Oláh Kálmán (cigányprímás)
Oláh Kálmán (Felsőbalog, 1910. március 29. – Budapest, 1990.)  cigányprímás, zeneszerző.

## Életpályája
Zenész családban született, első tanára édesapja volt, 18 éves korában alapította meg önálló zenekarát Kassán.
1937-ben jött Budapestre és előbb a Valéria kávéházban, majd a Ketter és a Gundel étteremben muzsikált, külföldi szereplései Hollandia és a Német Szövetségi Köztársaság voltak.
Érdemeinek elismeréséül megkapta a Munka érdemrend arany fokozatát, 1938-ban született első nótája egyik este a Valéria kávéházban régi barátjának Korányi Miklós szövegírónak muzsikálta el aki néhány nap múlva megírta rá a Csak tebenned bíztam c.nótaszövegét.
Nyugdíjazása előtt a Kulacs étteremben muzsikált a híres nótaénekessel Solti Károllyal. Egy kisebb filmszerepet kapott a Szerelem nem szégyen és a Szervusz Péter című filmekben. 

## Sikeres nótái
- Amikor az éjszakában (sz: Segesdy László)
- Elkerülhetsz messze engem (sz: Benyik László)
- Macska alszik az ágyon (sz: Sallay Misi)
- Minden ember, aki csak él (sz: Szerdahelyi János)
- Csak tebenned bíztam (sz: Korányi Miklós)

## Hang és kép
- Jelenet a Szervusz Péter című filmből
- Oláh Kálmán muzsikál énekel Solti Károly